# Pandora (hija de Deucalión)
En la mitología griega, Pandora (en griego antiguo Πανδώρα / Pandốra) es una de las tres hijas de Deucalión y de Pirra, siendo las otras dos Protogenia y Tuya. En el Catálogo de mujeres se nos dice que «y en los palacios del ilustre Deucalión, una muchacha, Pandora, en amor unida a Zeus padre de todos los dioses señor, alumbró a Greco, firme combatiente». Esta Pandora también es citada por otra fuente, como hermana de Protogenia. La misma fuente dice que fruto de la unión entre las dos hijas de Deucalión — Pandora y Protogenia, sin especificar quién es la madre de quién—  nacieron cuatro hijos en unión con Zeus: Aetelio (Aetlio), Doro, Melera (Melena) y Pandoro.